# 刘通 (明朝宦官)
刘通（1381年—1435年），女真族，刘姓为朱棣所赐，永乐时期的直殿监太监。

## 生平
洪武十五年，出生。
洪武年间，入侍燕王府。
洪武二十九年，奉命于开平、大宁修筑城堡。
建文元年，随燕王起兵。
永乐元年，以军功授予尚膳监左监丞。
永乐八年，随明成祖一征漠北。6月，在追剿阿鲁台战役中立功，授予尚膳监左少丞。
永乐十二年，随明成祖二征漠北，因军功授予直殿监太监。
永乐二十年，随明成祖三征漠北。
永乐二十一年，随明成祖四征漠北。
永乐二十二年，随明成祖五征漠北。7月，朱棣去世，明军秘不发丧。
洪熙元年，5月，朱高炽去世，朱瞻基即位。
宣德元年，汉王朱高煦谋反，随朱瞻基出兵平叛。
宣德五年，为永平、山海镇守太监。
宣德十年，回京；8月，去世。

## 亲属
- 阿哈（父）
- 李氏（母）
- 刘顺（弟）
- 王氏（妻）